# NGC 1824
NGC 1824 (również PGC 16761) – magellaniczna galaktyka spiralna z poprzeczką (SBm), znajdująca się w gwiazdozbiorze Złotej Ryby. Odkrył ją John Herschel 26 grudnia 1834 roku.